# Lijst van gouverneurs van Jämtlands län
Dit is een lijst van gouverneurs van de provincie Jämtlands län in Zweden, in de periode 1810 tot heden. De landschappen Jämtland en Härjedalen werden in 1810 losgemaakt van Västernorrlands län en Gävleborgs län en vormden de nieuwe provincie Jämtlands län. Het Zweeds voor gouverneur is landshövding.
- Anders Wasell 1810–1817
- Lars Arnell 1817–1818
- Michael von Törne 1818–1841
- Gustaf Montgomery 1841–1842
- Lars Magnus Lagerheim 1842–1843
- Carl Printzensköld 1843–1844
- Anders Peter Sandströmer 1844–1848
- Jacob Axel Dahlström 1848–1859
- Nils Axel Bennich 1860–1865
- Gustaf Lagercrantz 1865–1866
- Gustaf Asplund 1866–1882
- John Philip Ericson 1883–1895
- Knut Sparre 1895–1906
- Johan Widén 1906–1923
- Sigfrid Linnér 1923–1930
- Mortimer Munck af Rosenschöld 1931–1938
- Torsten Löfgren 1938–1953
- Anders Tottie 1954–1969
- Hans Gustafsson 1969–1977
- Harald Pettersson 1977–1983
- Sven Heurgren 1984–1995
- Kristina Persson 1995–2001
- Maggi Mikaelsson 2002–2008
- Britt Bohlin Olsson 2008–2014
- Jöran Hägglund 2014–2020
- Susanna Löfgren, waarnemend 2020–2021
- Marita Ljung, sinds 2021

Blekinge län · Dalarnas län · Gävleborgs län · Gotlands län · Hallands län · Jämtlands län · Jönköpings län · Kalmar län · Kronobergs län · Norrbottens län · Örebro län · Östergötlands län · Skåne län · Södermanlands län · Stockholms län · Uppsala län · Värmlands län · Västerbottens län · Västernorrlands län · Västmanlands län · Västra Götalands län